# بروس دیویدسون
بروس دیویدسون (انگلیسی: Bruce Davidson؛ زادهٔ ۵ سپتامبر ۱۹۳۳) عکاس اهل ایالات متحده آمریکا است.
یکی از شناخته‌شده‌ترین مجموعه‌های او، عکس‌هایی است که در دهه‌ی ۶۰ میلادی از جامعه‌ی در حال گذار بریتانیا گرفت. پاییز آن سال، بروس دیویدسون در تمام بریتانیا سفر کرد، به لندن، اسکاتلند و سواحل جنوبی انگلیس رفت تا تصویری از بریتانیا که تازه آسیب های جنگ و چند دهه ریاضت اقتصادی را پشت سر گذاشته بود ارائه کند. این مجموعه اولین بار در ۱۲ آوریل ۱۹۶۱ در کتابی به نام «بریتانیا از نگاه یک امریکایی: مقاله‌ای تصویری در باب بریتانیا» به چاپ رسید.